# Szodalit
A szodalit a szilikátásványok, azon belül a tektoszilikátok (állványszilikátok) közé tartozó ásvány, a szodalitcsoport névadó tagja.
Klórtartalmú nátrium-alumínium szilikát melyben az atomcsoportok térhálót alkotnak. Sokszor tévesztik az azurittal, és a lazurittal. Megkülönböztetése mikroszkópos vizsgálattal lehetséges. Kristályai gyakran ikresednek, dodekaéderekben jelenik meg.

## Kémiai összetétele
- Nátrium (Na) =19,0%
- Alumínium (Al) =16,7%
- Szilícium (Si) =17,4%
- Klór (Cl) =7,3%
- Oxigén (O) =39,6%

## Elnevezése
A viszonylag magas nátriumtartalom alapján nevezték el.

## Keletkezése
Magmás kőzetekben kőzetalkotó, nátriumban dús kőzetek elegyrésze a szienitben gyakori.
Hasonló ásványok: leucit,  analcim,  lazulit és a lazurit.

## Előfordulásai
Románia területén Ditró (Ditrau) környékén. A Vezúv vidékén Olaszországban. Németországban az Eifel-hegységben. Jelentős előfordulások vannak Portugália területén és Ukrajnában. Oroszországban a Kola-félszigeten fordul elő. Az Egyesült Államok Maine és Arkansas szövetségi államokban. Megtalálhatók Bolíviában és Brazíliában előfordulásai.
Kísérő ásványok: cirkon, nefelin. szfén, titanit, hematit és barit.
Magyarországon elkülönült előfordulását nem fedezték fel, bazaltokban megjelenik.